# Dendronephthya ehrenbergi
Dendronephthya ehrenbergi is een zachte koraalsoort uit de familie Nephtheidae. De koraalsoort komt uit het geslacht Dendronephthya. Dendronephthya ehrenbergi werd in 1904 voor het eerst wetenschappelijk beschreven door Kükenthal. 